# Junceella eunicelloides
Junceella eunicelloides is een zachte koraalsoort uit de familie Ellisellidae. De koraalsoort komt uit het geslacht Junceella. Junceella eunicelloides werd in 1999 voor het eerst wetenschappelijk beschreven door Grasshoff. 